# Persicaria extremiorientalis
Persicaria extremiorientalis är en slideväxtart som först beskrevs av Worosch., och fick sitt nu gällande namn av N.N. Tsvelev. Persicaria extremiorientalis ingår i släktet pilörter, och familjen slideväxter. Inga underarter finns listade i Catalogue of Life.